# 世界上最偉大的事
《世界上最偉大的事》（韓語：세상에서 가장 위대한 일），為韓國MBC於2013年9月19日播出的2集特輯電視劇，為中秋特備電視劇。

## 演員陣容

### 主要人物
| 演員   | 角色        | 介紹         |
| 崔允英 | 宇善        | 舞台劇演員。 |
| 李相燁 | 約翰·哈里斯 |              |
| 具在伊 | 蘇宥莉      |              |
| 全亞民 | 韓載秀      |              |
| 金希庭 | 芷宥        |              |
| 金容琳 | 宇善的奶奶  |              |